# Бугатти, Рембрандт
Рембрандт Бугатти (итал. Rembrandt Bugatti; 16 октября 1884 или 1885, Милан, Королевство Италия — 8 января 1916, VII округ Парижа, Франция) — итальянский скульптор-анималист. Автор эмблемы «слон» автомобиля Bugatti Type 41 Royale.

## Биография
Рембрандт Бугатти родился 16 октября 1884 года в Милане в семье Карло и Терезы Бугатти. Старший брат Рембрандта — автопромышленник Этторе Бугатти.

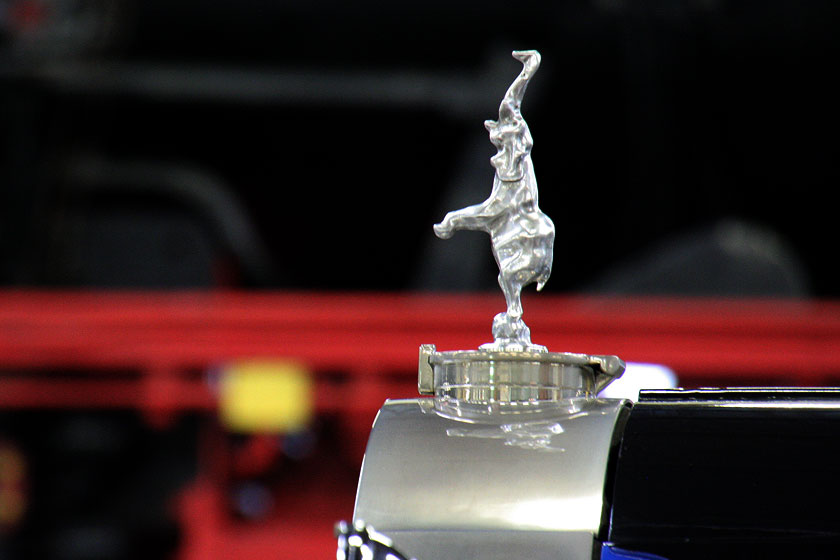
Рембрандт Бугатти. Эмблема автомобиля Bugatti Type 41 Royale

В 1900 начал обучение в Академии изящных искусств Брера (итал. Accademia di belle arti di Brera), где заработал репутацию талантливого скульптора.
В 1904 вместе с семьёй переехал в Париж и был принят в Национальное общество изобразительных искусств. В 1907 году переехал в Антверпен, где был большой зоопарк, животные которого служили моделями для его скульптур.
Во время Первой мировой войны Рембрандт Бугатти стал добровольцем Красного креста и работал в военном госпитале, созданном в зоопарке Антверпена. Полученный опыт работы в госпитале, финансовые трудности и необходимость зоопарка умертвить многих животных привели к возникновению депрессии. 8 января 1916 года покончил с собой.

## Художественные работы
Скульптуры животных, созданные Рембрандтом Бугатти высоко оценены. Так, например, скульптура тигра (фр. Grand Tigre Royal) была продана на аукционе Сотбис в 2009 году за 1,8 миллиона долларов, а в 2015 году — скульптура бабуина (фр. Babouin Sacré Hamadryas) куплена за 2,7 миллиона долларов.
- Именем Рембрандта Бугатти назван один из двух колледжей в Мольсеме.
- Статуэтка, изображающая слона в цирке, стала маскотом на автомобиле Bugatti Type 41 Royale, а также используется в декоре автомобилей и по сей день.
- Рембрандту Бугатти посвящена одна из спецверсий гиперкара Bugatti Veyron. Кузов и салон автомобиля использует тёмно-коричневые и светло-коричневые цвета[10].

## Галерея

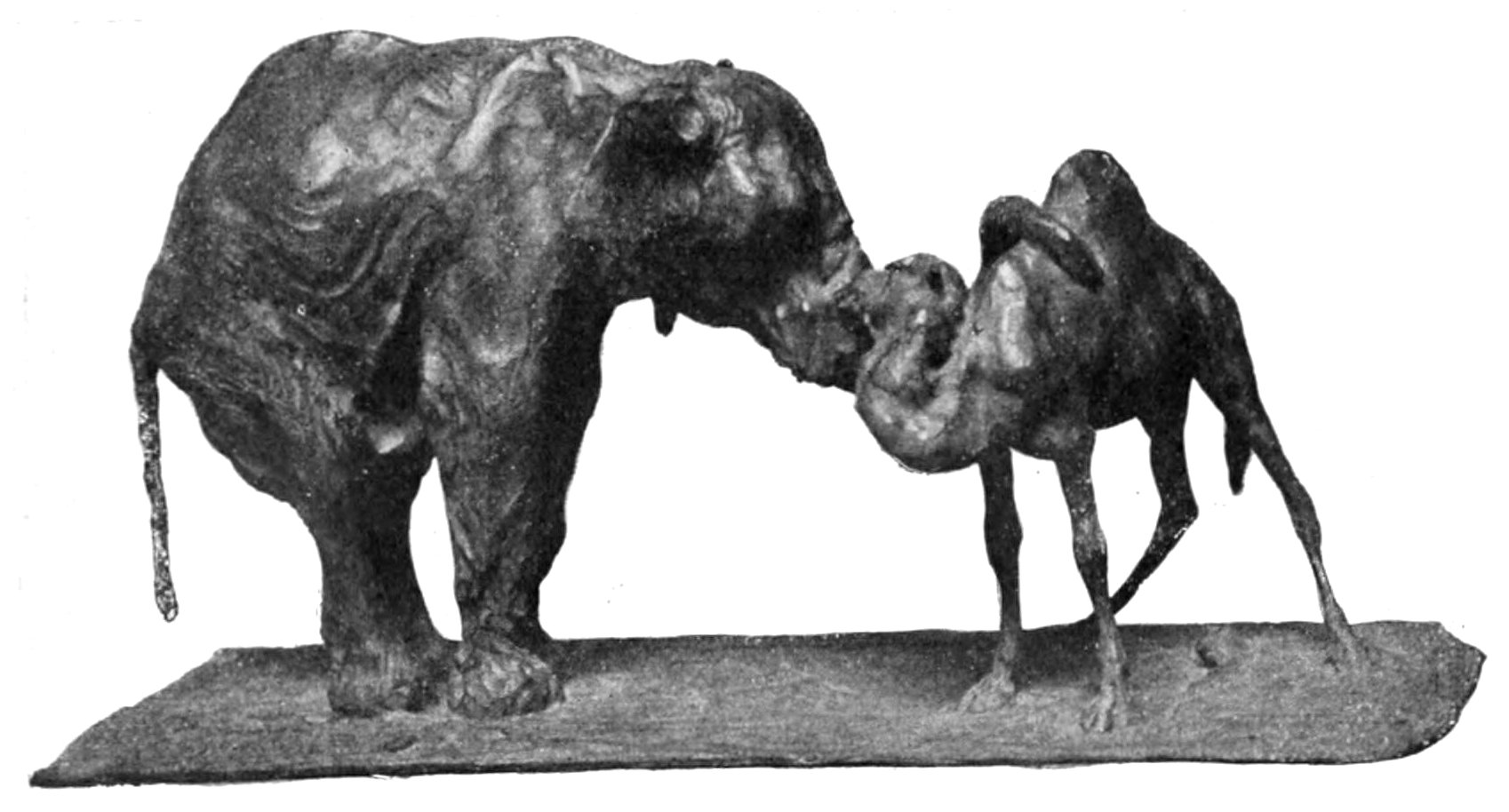
Скульптура «Африканский слон и молодой верблюд»
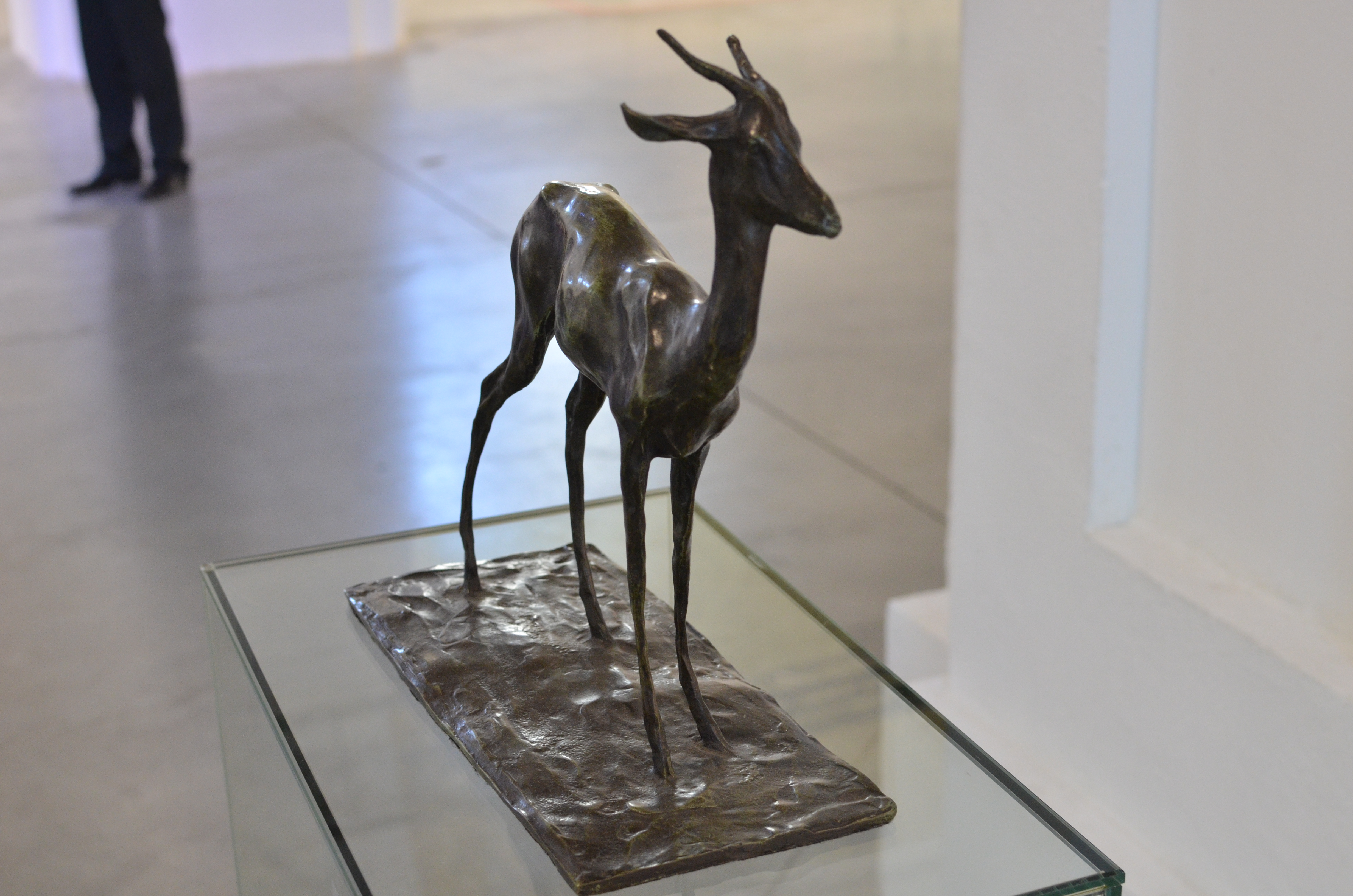
Скульптура «Косуля»
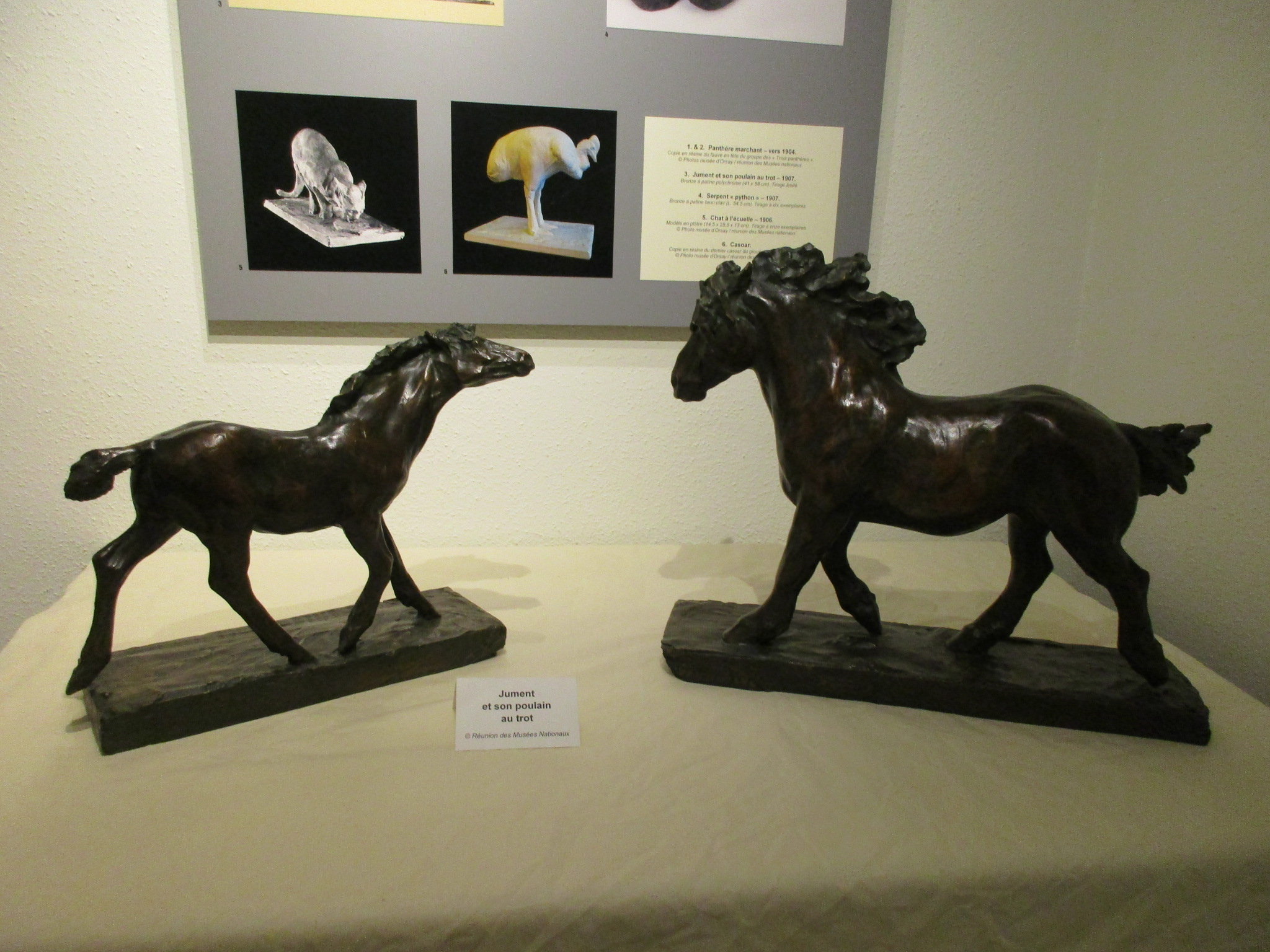
«Кобыла и жеребёнок»
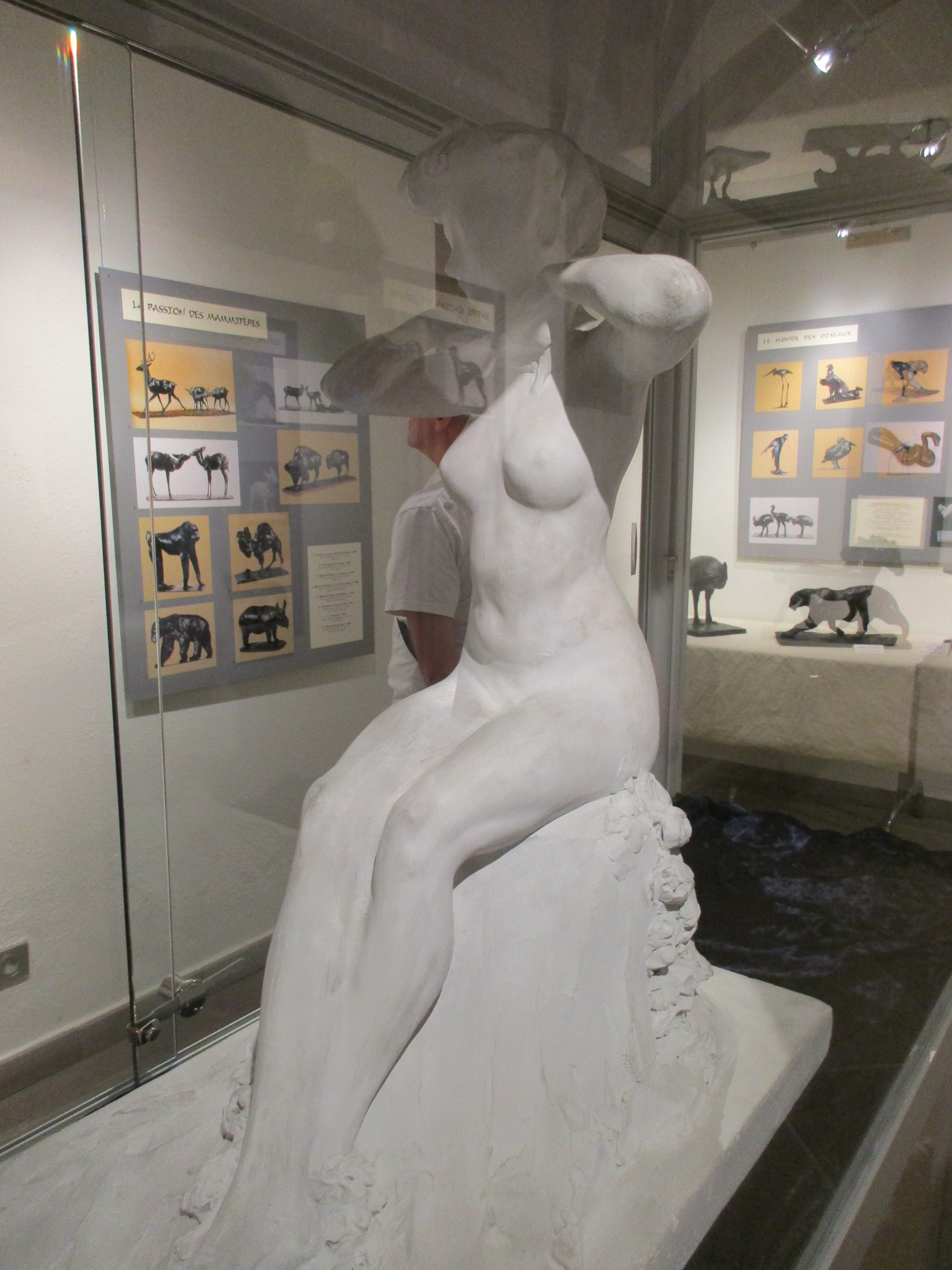
Скульптура девушки
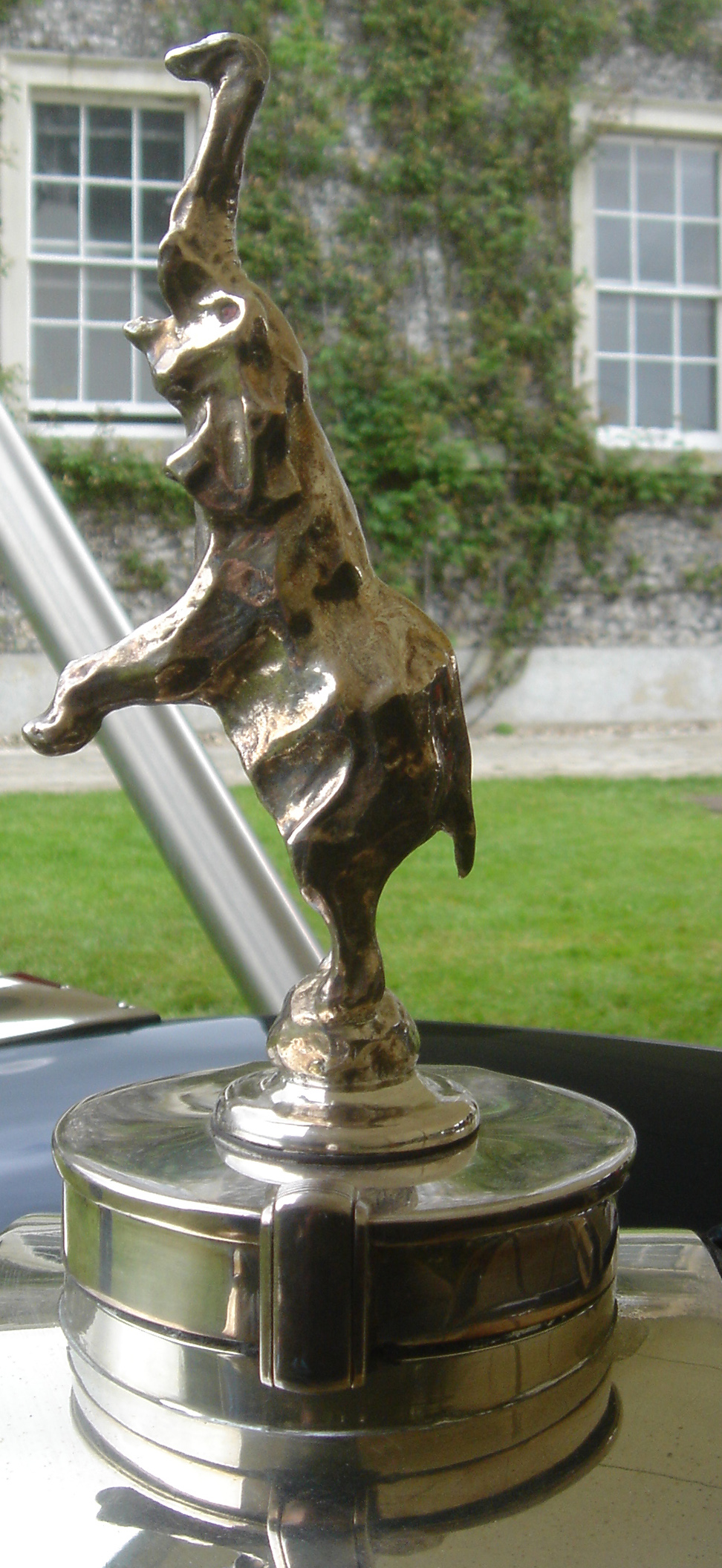
Слон на капоте Bugatti Type 41 Royale
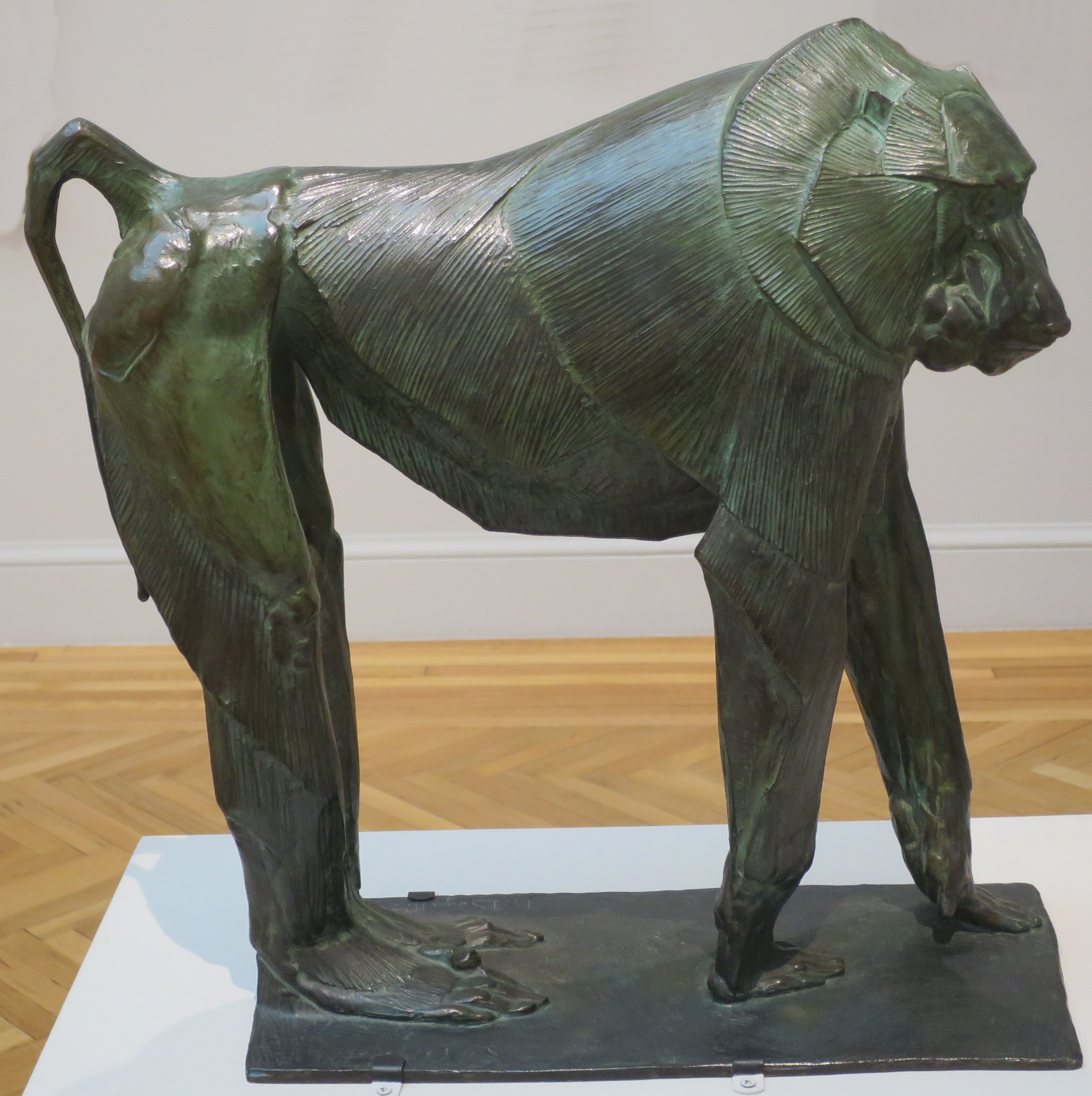
«Гамадрил»
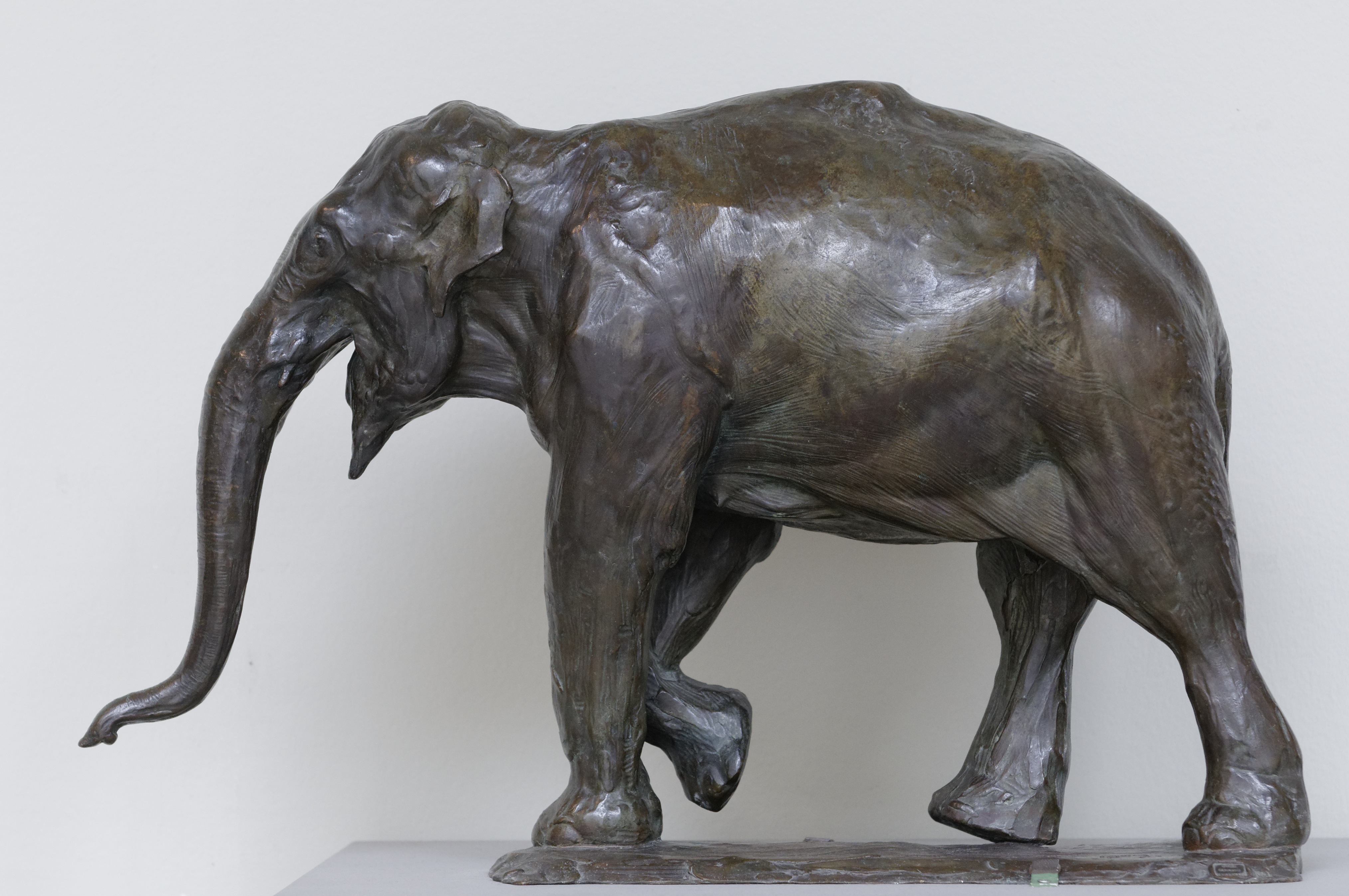
«Слон»
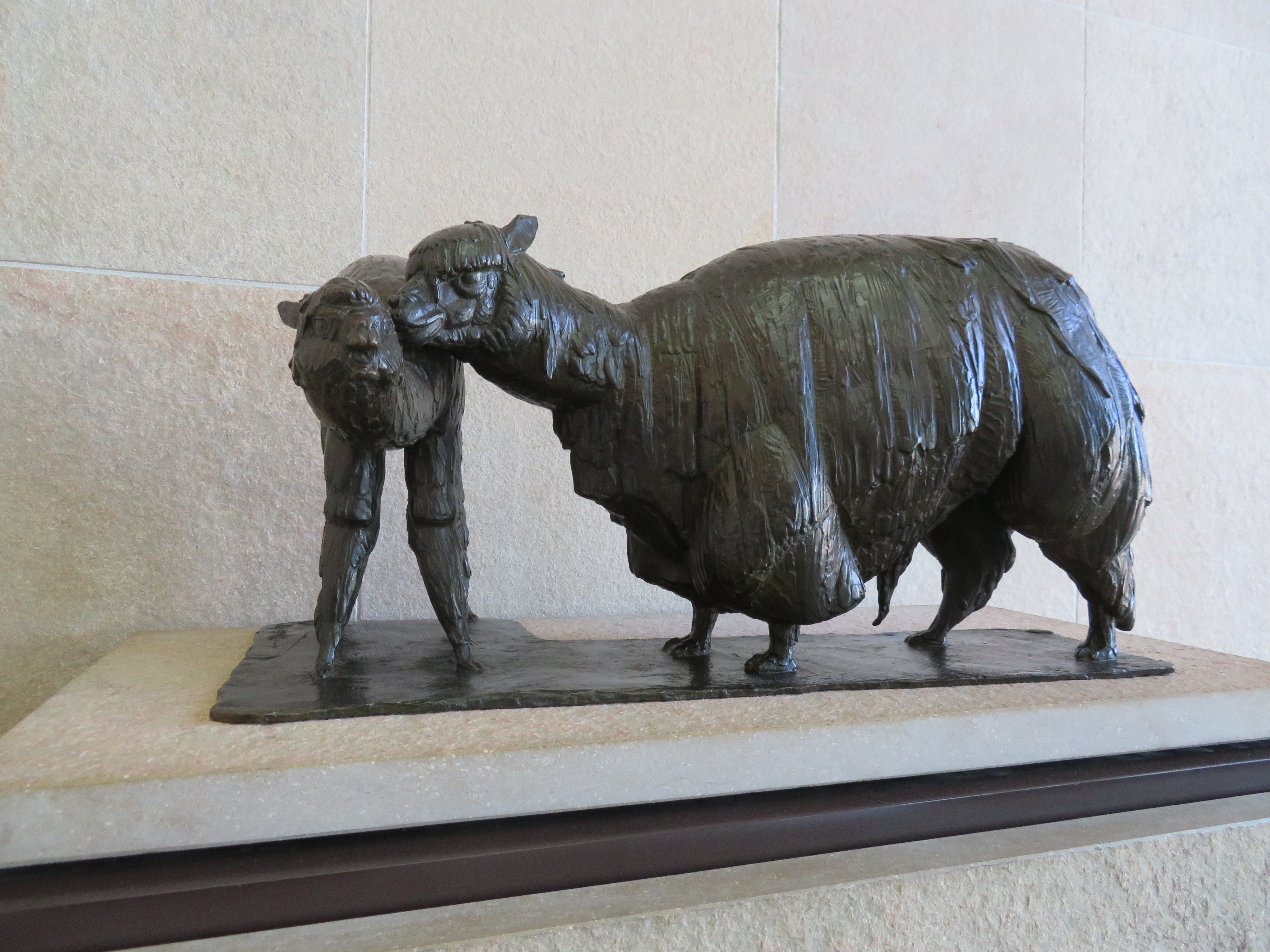
«Две ламы»